# Kriegsgräberstätte St. Georgen (Bayreuth)

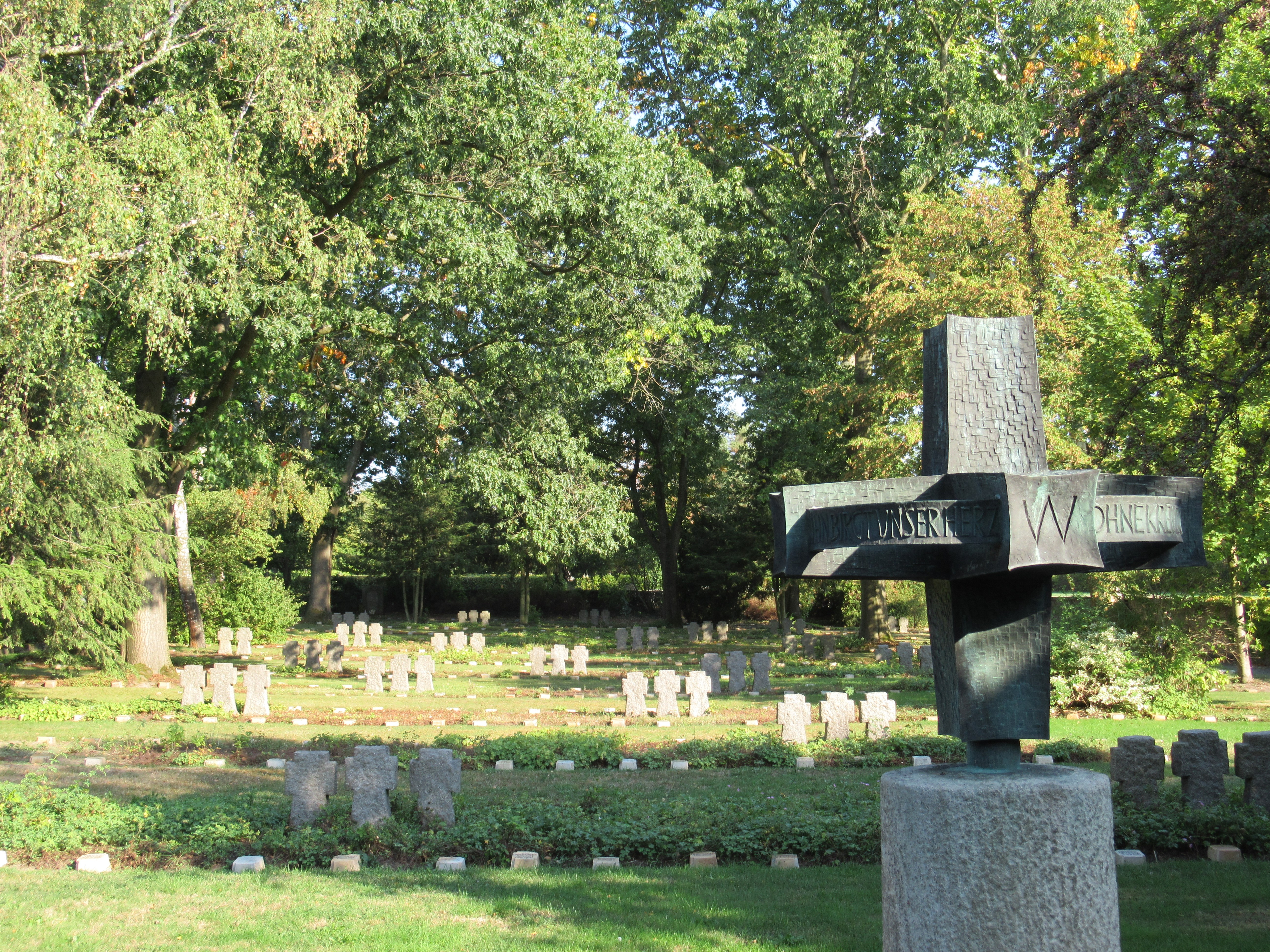
Kriegsgräber auf dem Friedhof St. Georgen in Bayreuth (2018)

Die Kriegsgräberstätte auf dem Friedhof St. Georgen in Bayreuth ist einer der größten Soldaten- und Bombenopferfriedhöfe in Oberfranken.
Auf der ab Herbst 1944 belegten Kriegsgräberstätte ruhen 992 überwiegend deutsche, doch auch ausländische Kriegstote. Es handelt sich um Soldaten und viele der etwa 1.000 (überwiegend zivilen) Opfer der alliierten Bombenangriffe auf Bayreuth im April 1945.

## Kriegsgeschehen in Bayreuth
Am 5. und 8. April 1945 erfolgten zwei schwere amerikanische Luftangriffe auf Bayreuth, und am 11. April folgte ein sehr schwerer britischer Bombenangriff. Die Alliierten warfen aus insgesamt 210 (285) strategischen Bombern 475 (671) Tonnen Spreng- und Brandbomben auf die Stadt. 4.500 Wohnungen (37 % des Bayreuther Wohnraums) wurden zerstört. Etwa 1.000 Menschen starben  62  Fremdarbeiter kamen am 5. April in einem Luftschutzdeckungsgraben in einer der Baumwollspinnereien ums Leben, eine große Zahl von Soldaten in einer Kaserne beim Mittagessen am 8. April. Auch der Friedhof St. Georgen wurde getroffen und schwer beschädigt. Am 14. April besetzten US-Soldaten die Stadt. Kämpfe in der Umgebung von Bayreuth gab es noch tagelang.

## Lage und Zugang zur Kriegsgräberstätte
Die Kriegsgräberstätte liegt im Südwesten des Friedhofs St. Georgen im Stadtteil St. Georgen an der Straße Hinter der Kirche, einer Nebenstraße der Bernecker Straße. Diese ist gut von der Bundesautobahn 9 zu erreichen.

## Belegung der Kriegsgräberstätte
Ab Herbst 1944 wurde der Südwestteil des Friedhofs St. Georgen Ruhestätte von Soldaten, die in Bayreuther Lazaretten verstorben waren.
Auch ein großer Teil der etwa 1.000 Todesopfer der alliierten Bombenangriffe im April 1945 wurde hier beerdigt (andere auf dem Stadtfriedhof), viele auch nach Umbettungen. Die Totenfeier am 8. April, nach dem Angriff vom 5. April „für die Opfer US-amerikanischer Terrorflieger“ fand auch hier, auf dem bisherigen Soldatenfriedhof statt. Die Feier war für 8.00 Uhr angesetzt und wurde wegen Sirenenwarnung auf 10.00 Uhr verschoben. Auch dann musste das Gedenken mit dem Oberbürgermeister noch zweimal unterbrochen werden, wegen Tieffliegergefahr. Am gleichen Tag hatte bereits um 7.00 Uhr eine Trauerfeier auf dem Hauptfriedhof stattgefunden.
1951 begann der Volksbund Deutsche Kriegsgräberfürsorge mit dem Ausbau einer würdigen Kriegsgräberstätte. In den folgenden Jahren wurden 184 Gefallene aus Feldgräbern aus der Umgebung zugebettet. Am 13. Juni 1954 konnte die Kriegsgräberstätte offiziell eingeweiht werden. Jetzt ruhen dort 992 Kriegstote, 1994 wurden fast 1.000 angegeben.
Der Ratgeber für den Trauerfall der Stadt Bayreuth zeigt für die Kriegsgräber auf dem Lageplan des Friedhofs St. Georgen – im Gegensatz zu den Grabfeldern mit den Ziviltoten – nur eine unvollständige und weiße Fläche an.

## Gestaltung der Kriegsgräberstätte
Die Toten erhielten individuelle Bodensteine in Form stilisierter Kreuze, mit Geburts- und Sterbedatum (ein Teil „unbekannt“ nur mit Sterbedatum). Dazwischen stehen zahlreiche Symbolkreuze in Dreiergruppen. Die Kriegsgräberstätte ist von Laubbäumen beschattet und von einer Hecke umgeben.
Die Bombenopfer kann man nur bei Kenntnis der Tage der Luftangriffe (5., 8. und 11. April 1945) erkennen, eine gemeinsame Gedenktafel gibt es nicht. Bei den Opfern der Luftangriffe handelte es sich um Kinder, Frauen und Männer, darunter viele Ausländer aus Ost- und Westeuropa. Auch der Friedhof St. Georgen selber wurde bei den Bombardements getroffen und schwer beschädigt.
Ein künstlerisch gestaltetes Kreuz weist auf die deutschen Kriegsopfer ohne Grab „im Osten“ hin.
In der Nähe des Zugangs vom zivilen Teil des Friedhofs zur Kriegsgräberstätte steht an zwei Gräberreihen ein Gedenkstein mit der Inschrift: „Hier ruhen fern der Heimat 99 Tote osteuropäischer Völker als Opfer des Krieges 1939–1945“.
In der Umgebung des Friedhofs und an seinen Eingängen gibt es keine Hinweistafeln auf eine hier befindliche Kriegsgräberstätte mit Soldaten und Bombenopfern.

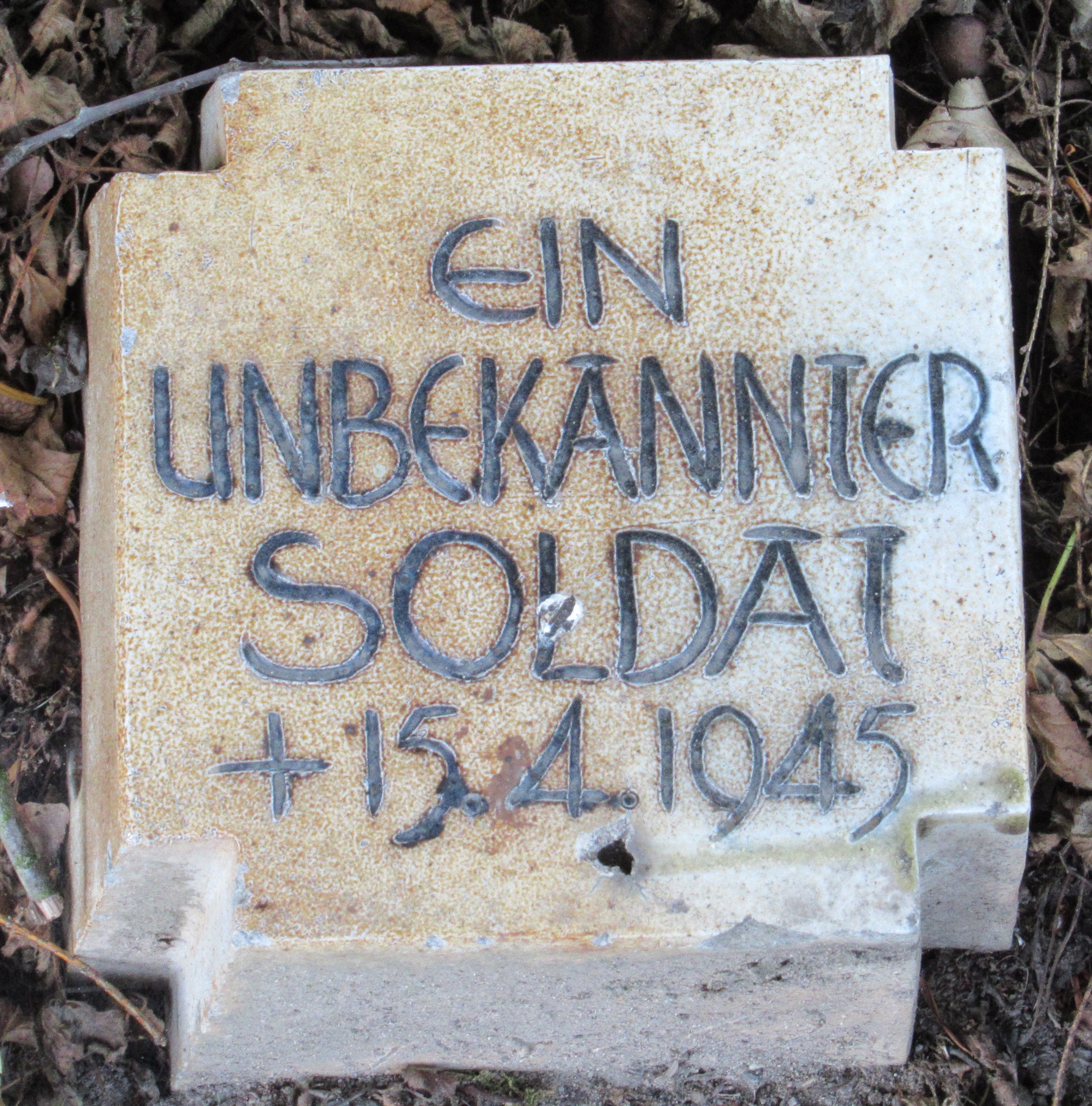
Unbekannter Soldat April 1945
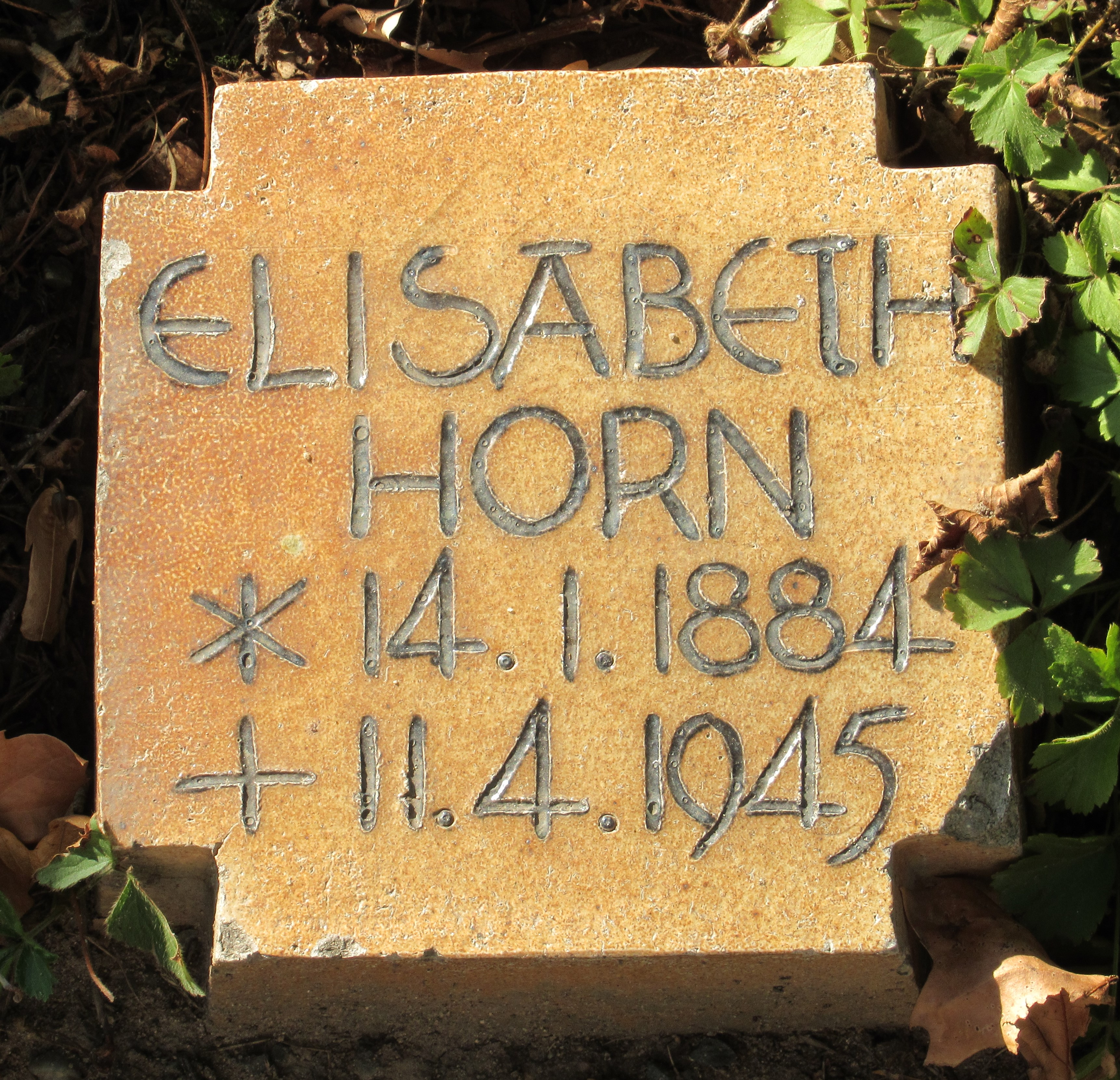
Bombenopfer Frau April 1945
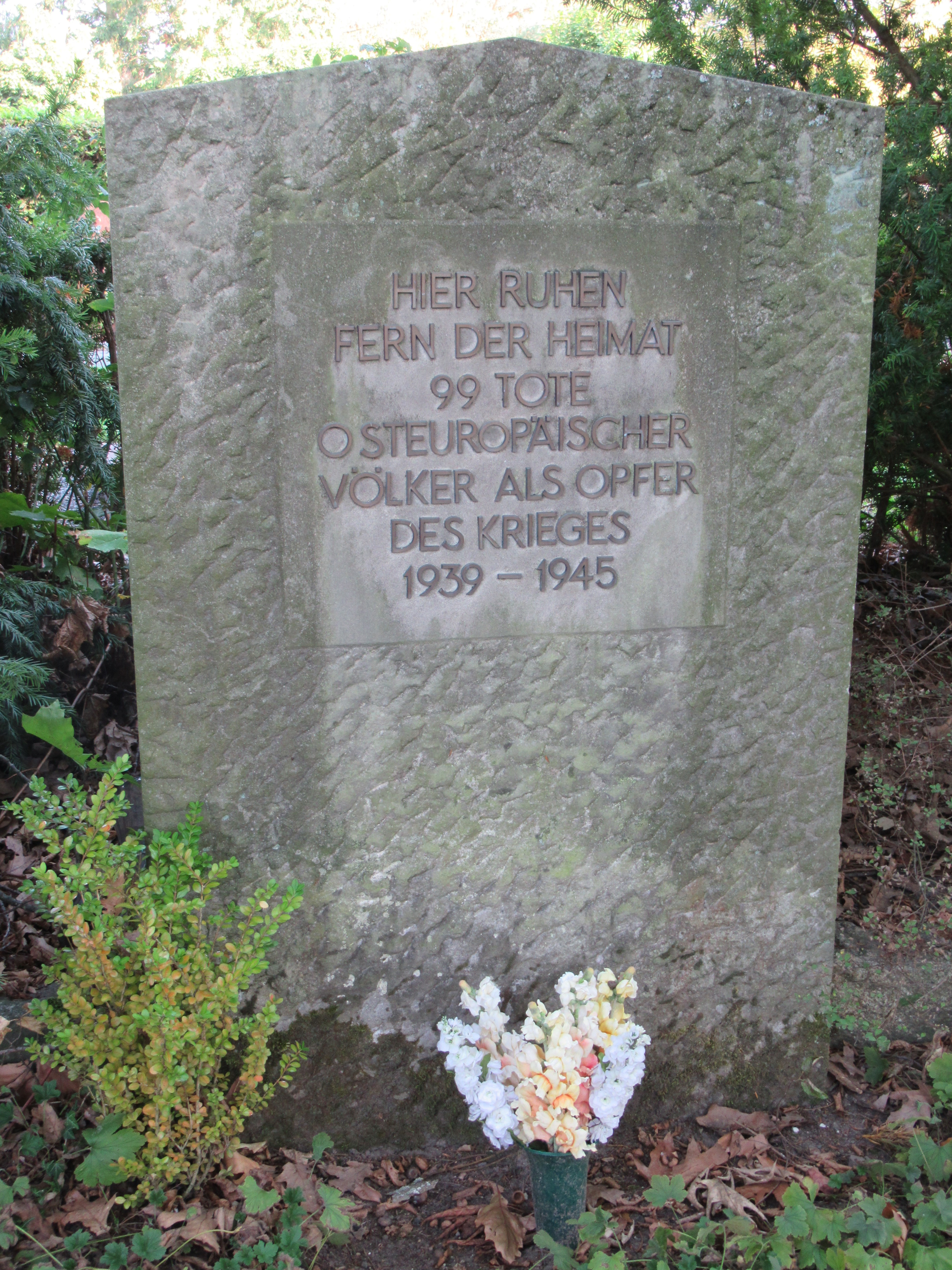
Osteuropäische Bombenopfer 1945
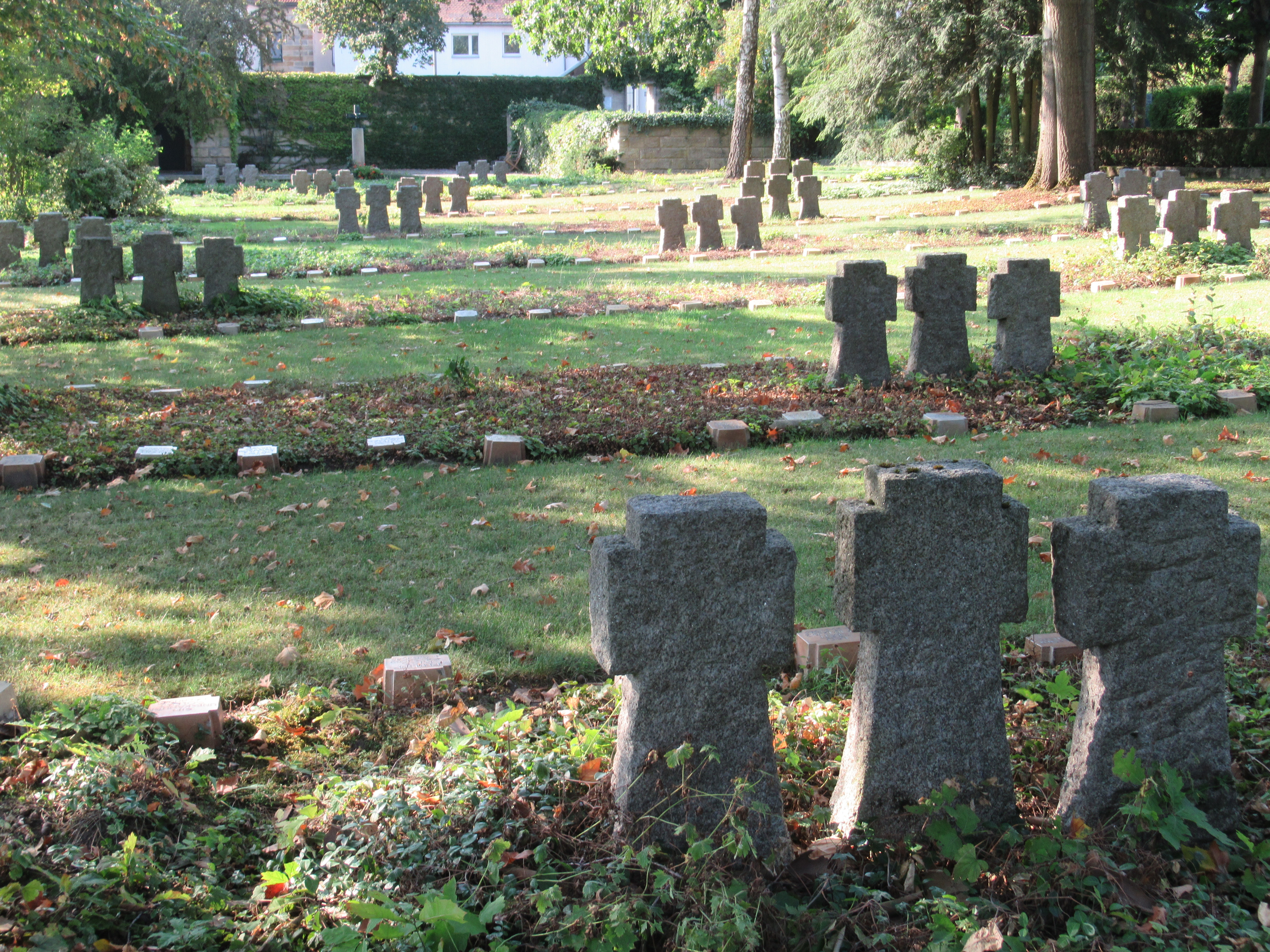
Grabfeld Kriegsgräberstätte St. Georgen
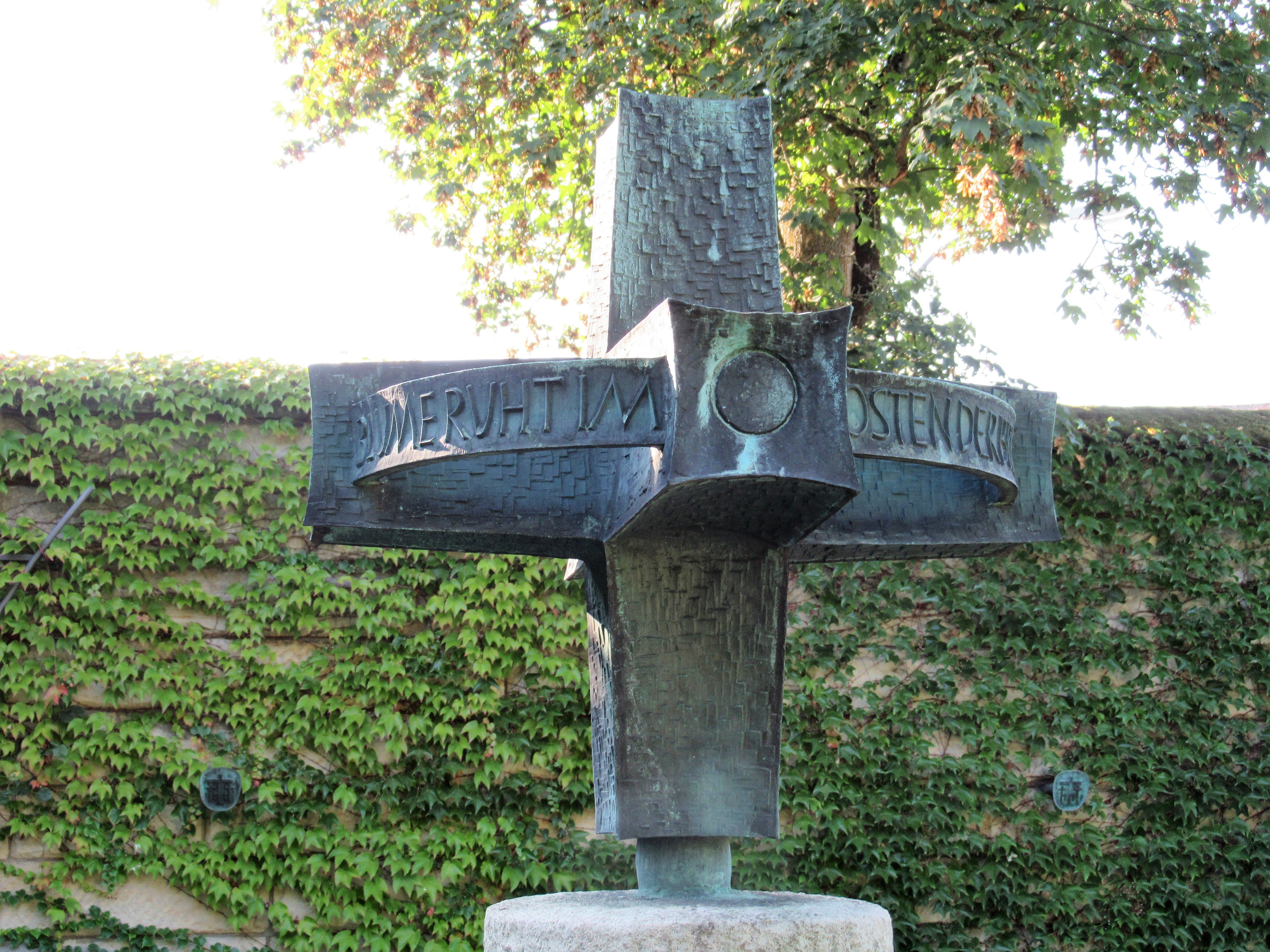
Gedenkkreuz für in Osteuropa Gefallene (ohne Grab)
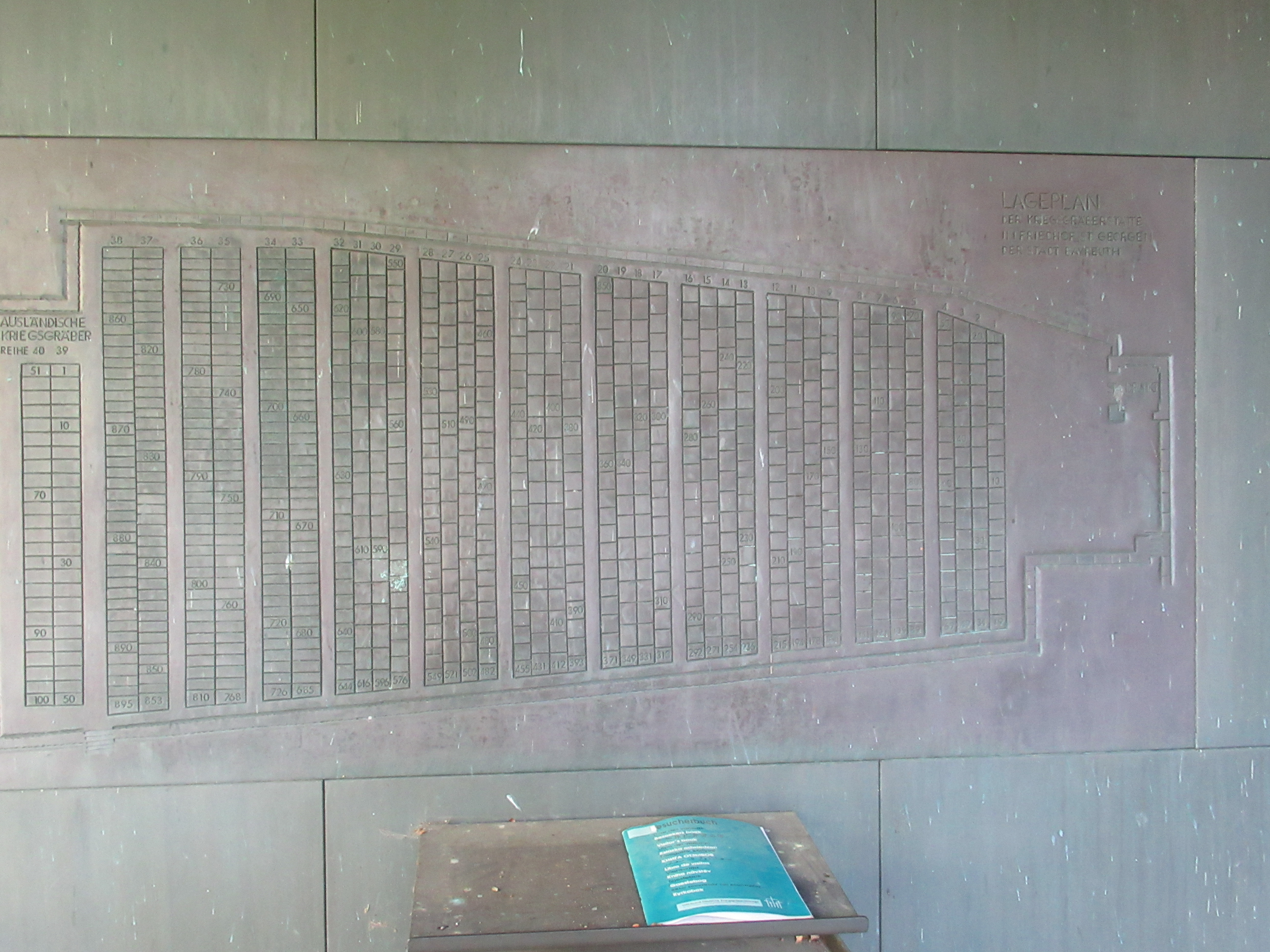
Lageplan Kriegsgräber St. Georgen
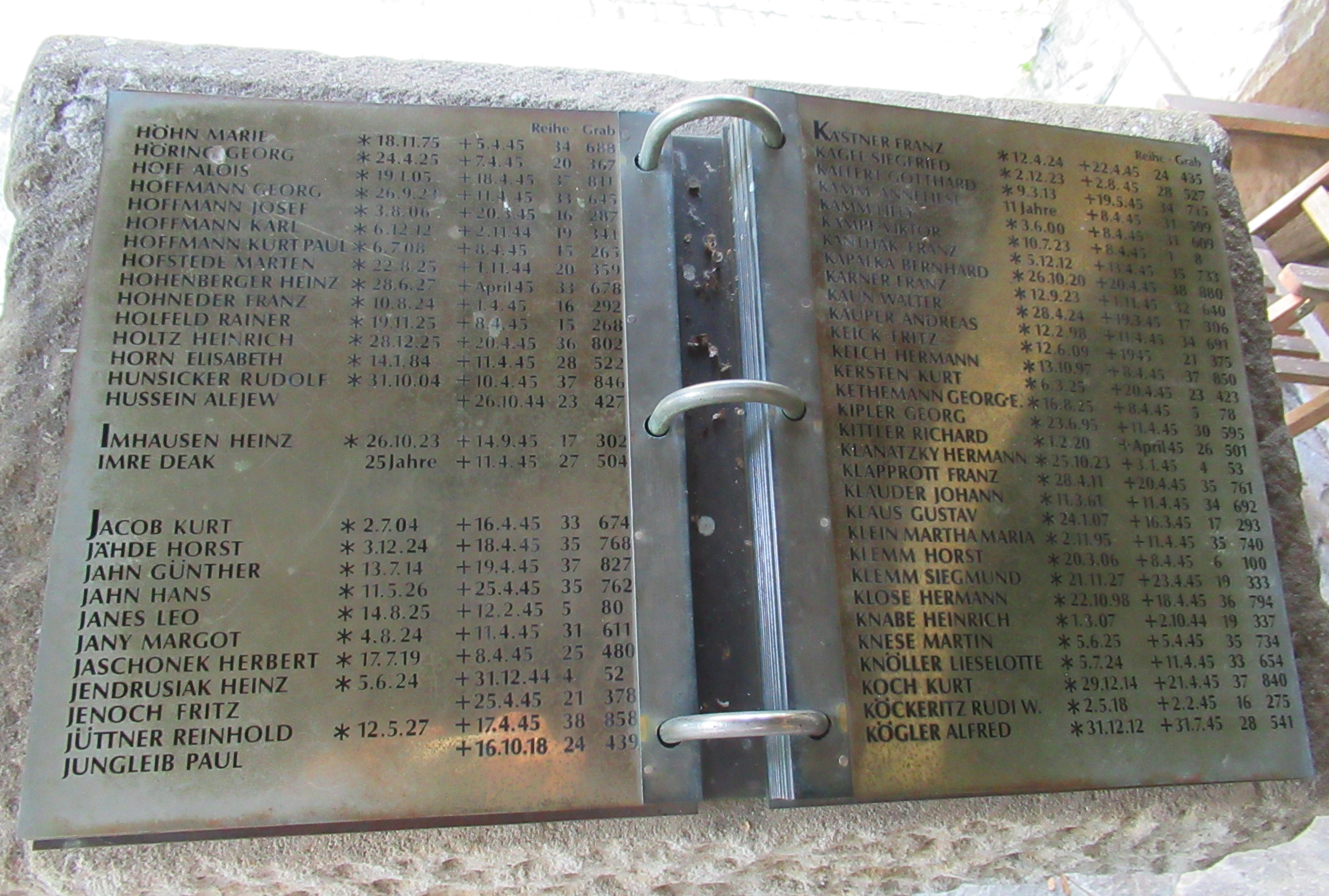
Namenbuch der Kriegsopfer St. Georgen